# مخالف با خدمت سربازی

مخالف وظیفه شخصی است که به دلیل آزادی اندیشه، وجدان، از کارافتادگی یا مذهب، به دنبال حق خود برای امتناع از انجام خدمت سربازی است.بعنوان مثال می‌توان به مواردی اشاره کرد که شخص ملزم به انجام اقدامات نظامی مغایر با اصول وی شده یا توسط وجدان، عقاید یا مذهب وی رد می‌شود یا اینکه شخص اقدام نظامی را در همه اشکال خود که به صلح جویی معروف است رد کند. اعتراض وظیفه ای جزئی از حقوق بشر است که بر اساس قوانین بین‌المللی از حقوق آزادی اندیشه ، وجدان و مذهب گرفته شده‌است، از منظر میثاق بین‌المللی حقوق مدنی و سیاسی، شخصی که هر اعتقاداتی را انتخاب می‌کند مورد حمایت خود قرار می‌دهد و نیز شخصی که تحت فشار خارجی قرار بگیرد، این آزادی وی را هم در اظهار و هم در عمل به این باور تضعیف می‌کند.

## تاریخ
اولین مخالفت کننده وظیفه در تاریخ، ماکسیمیلیان (معروف به ماکسیمیلیان مقدس) پسر یک جانباز رومی به نام فابیوس ویکتور بوده‌است. در سن بیست و یک سالگی ماکسیمیلیان مجبور به پیوستن به ارتش روم شد و در آنجا که از وی دعوت شد تا به عنوان یک جنگجو با بخش امپراتوری بیعت کند در مقابل فرماندار نوممیدیا حاضر نشد، و گفت که به عنوان یک مسیحی نمی‌تواند در ارتش خدمت کند که منجر به سر بریدن فوری او توسط شمشیر می‌شود. و اعتقاد بر این است که دیگر مسیحیان که در آن زمان از خدمت سربازی خودداری کرده بودند و اعدام شده‌اند. در قرن شانزدهم، در طول جنگهای استقلال هلند که حداقل ۱۵۷۵ میلادی آغاز شد، پیروان منونی از وظیفه شرکت در محافظت از جوامع خود با زور اسلحه خلاص شدند.

## گزینه‌های معترضان
برخی از مخالفان سربازی تمایل ندارند به هیچ وجه در ارتش خدمت کنند، در حالی که برخی دیگر نقش‌های غیرنظامی را می‌پذیرند. اگرچه یک مخالف وظیفه معمولاً از همکاری با سازمانهای نظامی، مانند یک رزمنده در جنگ بودن یا هر نقش پشتیبانی دیگری، امتناع می‌ورزد، اما برخی از آنها از شیوه‌های مجازات مخالفین وظیفه پشتیبانی می‌کنند. یک نوع پذیرفته شده، انجام فعالیت‌های غیر رزمی در حین خدمت سربازی است. گزینه‌های جایگزین خدمت سربازی شامل پذیرفتن دوره حبس یا سایر مجازات دیگر در ازای استنکاف از خدمت اجباری یا ادعای غلط صلاحیت‌های پزشکی مورد نیاز برای انجام وظیفه با جعل کردن اسناد وجود بیماری‌هایی مثل آلرژی یا بیماری قلبی یا به تأخیر انداختن پذیرش در خدمت اجباری به بالاترین سقف شرایط سنی برای خدمت یا پناهندگی در کشوری که افراد تحت تعقیب را برای خدمت سربازی تحویل نمی‌دهد. اجتناب کردن از خدمت سربازی را گاهی فرار می‌نامند، خصوصاً اگر این هدف با عدم صداقت یا فرار کردن حاصل شود. با این حال، این مشخصه بسیاری از افرادی است که طرفدار خدمت اجباری و مخالف با فرار سربازان هستند ، که بدون عذر موجه از خدمت سربازی فراری دیده می‌شود.
منونیت‌های محافظه کار اصولاً مخالف خدمت به کشورشان از طریق گزینه‌های مسالمت آمیز (خدمات جایگزین) مانند کار در بیمارستان، کشاورزی، جنگلداری، راه‌سازی و کارهای مشابه نیستند. اعتراض آنها این است که آنها در هر صورت بخشی از نیروی نظامی هستند، چه با خدمات رزمی و چه خدمات غیر رزمی. در طول جنگ جهانی دوم، جنگ کره و جنگ ویتنام، آنها در بسیاری از فعالیت‌ها در برنامه‌های خدمات جایگزین I-Dublin خدمت کردند، در ابتدا توسط کمیته مرکزی منونیت و اکنون توسط گزینه‌های خود.
علی‌رغم این واقعیت که نهادهای بین‌المللی مانند سازمان ملل و شورای اروپا (COE) اعتراض وظیفه ای را یک حق انسانی می‌دانند و از آن حمایت می‌کنند، از سال ۲۰۰۴ این حق هنوز فاقد مبانی قانونی است. در حدود ۱۰۰ کشور که تقریباً خدمت اجباری دارند، فقط ۳۰ کشور دارای مقررات قانونی هستند و ۲۵ کشور از این ۳۰ کشور هم از اروپا هستند. در اروپا، بیشتر کشورهایی که امروز خدمات اجباری دارند، از دستورالعمل‌های جهانی در مورد قانونی بودن اعتراض وظیفه ای (به جز یونان، قبرس، ترکیه، فنلاند و روسیه) برخوردار هستند. در بسیاری از کشورهای خارج از اروپا، به ویژه در مناطقی که درگیری مسلحانه دارند (مانند جمهوری دموکراتیک کنگو)، اعتراض وظیفه ای به شدت سرکوب شده و مجازات می‌شود.
در حالی که در گذشته مخالفان وظیفه به عنوان فراری، خیانتکار، ترسو یا به‌طور ساده غیر وطن دوست تلقی می‌شدند، در دهه‌های گذشته تصویر آنها در جهان غرب کاملاً تغییر کرده‌است. به ویژه در اروپا، معترضان را معمولاً در خدمات غیرنظامی جایگزین بکار می‌گیرند که از لحاظ برابری با افراد جدید، مشارکت مهمی در جامعه داشته باشند. علاوه بر این، تعداد معترضان به‌طور قابل توجهی افزایش یافت.